# Тед Лассо
«Тед Лассо» (англ. Ted Lasso) — американский спортивный комедийно-драматический телесериал, созданный Джейсоном Судейкисом, Биллом Лоуренсом, Бренданом Хантом и Джо Келли, основанный на персонаже с таким же именем, которого Судейкис впервые сыграл в серии рекламных роликов NBC Sports, посвящённых Английской Премьер-лиге. Сериал рассказывает о Теде Лассо, тренере по американскому футболу, который становится наставником английской футбольной команды из-за желания владелицы клуба досадить своему бывшему мужу. Лассо, не имеющий опыта в европейском футболе, пытается завоевать симпатии скептически настроенных английских болельщиков своим народным и оптимистичным поведением.
Премьера трёх эпизодов первого сезона сериала состоялась на Apple TV+ 14 августа 2020 года, последующие эпизоды выходили каждую неделю. Премьера первой серии второго сезона состоялась 23 июля 2021 года. В октябре 2021 года сериал был продлён на третий сезон. 14 марта 2025 года Apple TV анонсировали выпуск четвёртого сезона сериала.
Сериал получил всеобщее признание критиков, в частности за актёрскую игру, сценарий, воодушевляющий тон и затронутые темы. Среди других наград, он был номинирован на 20 прайм-таймовых премий «Эмми», став самой номинированной новой комедией в истории премии. Судейкис, Ханна Уоддингем и Бретт Голдстин получили статуэтки за свою актёрскую игру, а сериал стал Лучшим комедийными сериалом. Кроме того, Судейкис получил премию «Золотой глобус» за «Лучшую мужскую роль в музыкальном или комедийном телесериале» и премию Гильдии киноактеров за лучшую мужскую роль в комедийном сериале.

## Сюжет
Тренера по американскому футболу, который привёл команду университета Уичита к чемпионству во втором дивизионе Национальной ассоциации студенческого спорта, нанимают тренировать команду Английской Премьер-лиги ФК «Ричмонд». Его, коренного американца, считают деревенщиной, но он умнее, чем кажется. Он любит тренировать и больше заботится о людях, чем о победах.

## В ролях

### Основной состав
- Джейсон Судейкис — Тед Ла́ссо, тренер студенческой команды по американскому футболу, которого нанимают тренером команды Английской Премьер-лиги ФК «Ричмонд», несмотря на то, что у него нет опыта в европейском футболе.
- Брендан Хант — тренер Уиллис Бирд, давний помощник и друг Теда. Неразговорчив. Увлекается шахматами.
- Ханна Уоддингем — Ребекка Уэ́лтон, новая владелица ФК «Ричмонд», получившая клуб в результате развода. Она хочет разрушить команду назло своему бывшему мужу.
- Энтони Хэд — Руперт Мэннион, бывший владелец ФК «Ричмонд» и бывший муж Ребекки, изменивший ей.
- Джереми Свифт — Лесли Хиггинс, директор по футбольным операциям ФК «Ричмонд». Застенчив. Отец пятерых сыновей и поклонник джаза.
- Ник Мохаммед — Нейтан «Нейт» Шелли, экипировщик ФК «Ричмонд», неуверенный в себе, но знающий толк в футболе. Тед называет его «Нейт Великий», и он все больше вовлекается тренерами в команду. В конце первого сезона с должности экипировщика был повышен до тренера.
- Бретт Голдстин — Рой Кент, полузащитник и капитан ФК «Ричмонд», стареющая звезда. Победитель Лиги чемпионов УЕФА 2012 в составе «Челси». Часто злой. Во втором сезоне становится ассистентом главного тренера «Ричмонда». Прообразом персонажа стал ирландский футболист Рой Кин, известный своим вспыльчивым характером[8].
- Фил Данстер — Джейми Тартт, нападающий ФК «Манчестер Сити» в аренде у «Ричмонда». Молодая эгоистичная многообещающая звезда. Подрывает командный дух, который Тед пытается привить «Ричмонду». Часто вступает в конфликты с Роем Кентом.
- Тохиб Джимо — Сэм Обиса́нья, молодой игрок из Нигерии, который обретает уверенность при новом тренере. Правый защитник, в дальнейшем становится правым нападающим. В одном из матчей отыграл тайм с капитанской повязкой.
- Кристо Фернандес — Дани Ро́хас, молодой мексиканский нападающий. Весел, полон энтузиазма и показывает хорошую игру, поэтому Джейми чувствует в нём угрозу. На первой тренировке в «Ричмонде» Дани получает травму, но вскоре восстанавливается и возвращается в команду.
- Билли Харрис[англ.] — Колин Хьюз, молодой валлийский игрок, левый нападающий. Долгое время скрывал от товарищей по команде свою сексуальную ориентацию.
- Кола Бокинни[англ.] — Айзек МакАду́, центральный защитник. Вице-капитан, а со второго сезона — капитан ФК «Ричмонд». Виртуозный парикмахер-любитель: каждый игрок «Ричмонда» может получить от него одну стрижку в течение сезона.
- Джеймс Лэнс[англ.] — Трент Кримм, скептически настроенный репортёр издания The Independent.
- Джуно Темпл — Кили Джонс, фотомодель, в дальнейшем получает должность PR-менеджера ФК «Ричмонд». В начале сериала встречается с Джейми.
- Сара Найлз — доктор Шерон М. Филдстоун, спортивный психолог, которую нанимает ФК «Ричмонд». Впервые появляется во втором сезоне.

### Второстепенный состав
- Стефен Манас[англ.] — Риша́р Монтло́, молодой и обаятельный французский полузащитник ФК «Ричмонд». Пользуется успехом у женщин.
- Мо Джуди-Ламур[англ.] — Тьерри Зоро́ / «Ван Дамм», канадский вратарь «Ричмонда», близкий друг Айзека МакАду. В третьем сезоне берёт себе имя «Ван Дамм» в честь Жан-Клода Ван Дамма.
- Чарли Хискок — Уилл Китман, новый экипировщик «Ричмонда», заменивший на этой должности Нейта.
- Давид Эльсендорн — Ян Маас, нидерландский центральный защитник, перешедший в «Ричмонд» из амстердамского «Аякса». Известен своим резким и прямолинейным характером.
- Мохаммед Хашим — Мо Бамберкэтч, швейцарский полузащитник «Ричмонда». Близкий друг Ришара Монтло. Персонаж получил свою фамилию в честь актёра Бенедикта Камбербэтча[9].
- Максимилиан Осински[англ.] — За́ва, звезда мирового футбола, талантливый нападающий, заполучить которого мечтают многие клубы. Впервые появляется в третьем сезоне. Прототип персонажа — собирательный образ футболистов Златана Ибрагимовича[10][11] и Эрика Кантона[12].
- Билл Феллоус[англ.] — Джордж Картрик, бывший главный тренер «Ричмонда», которого на этой должности заменил Тед. После увольнения из клуба работал футбольным экспертом в телепередаче Soccer Saturday, в третьем сезоне становится тренером «Вест Хэм Юнайтед».
- Аннетт Бэдленд[англ.] — Мэй Грин, хозяйка местного паба.
- Гас Тёрнер — Генри Лассо, сын Теда.
- Андреа Андерс — Мишель Лассо, мать Генри, бывшая жена Теда.
- Бронсон Уэбб[англ.], Адам Коулборн и Кевин Гэрри — Джереми, Баз и Пол, преданные болельщики «Ричмонда».
- Элли Тейлор[англ.] — Фло «Сасси» Коллинз, лучшая подруга Ребекки.
- Джоди Бальфур — Джек Денверс, венчурный инвестор, работает с PR-фирмой Кили[13].
- Киран О’Брайен — Джеймс Тартт, родной отец Джейми.
- Гарриет Уолтер — Дебора Уэлтон, мать Ребекки.
- Бекки Энн Бейкер — Дотти Лассо, мать Теда.
- Нонсо Анози — Ола Обисанья, отец Сэма.
- Сэм Ричардсон — Эдвин Акуфо, миллиардер из Ганы, который приобрёл футбольный клуб «Раджа Касабланка» и пытается переманить туда Сэма.

### Камео
- Ллойд Гриффит[англ.] — Ллойд, журналист, регулярно посещающий пресс-конференции ФК «Ричмонд».
- Арло Уайт[англ.] и Крис Пауэлл[англ.] — в роли самих себя: комментаторы матчей ФК «Ричмонд».
- Тьерри Анри и Гари Линекер — в роли самих себя: футбольные эксперты на телевидении.
- Джефф Стеллинг[англ.] (сезоны 1-3), Крис Камара (сезоны 1-2), Пол Мерсон и Клинтон Моррисон (сезон 3) — в роли самих себя: ведущий и футбольные эксперты в телешоу Soccer Saturday[англ.] на канале Sky Sports. Рой Кент также появляется в этом шоу в качестве приглашённого эксперта.
- Сима Джасвал[англ.] и Иан Райт (сезон 2) — в роли самих себя: ведущая и эксперт футбольного телешоу.
- Флёр Ист[англ.] (сезон 2) — ведущая реалити-шоу Lust Conquers All, в котором принимает участие Джейми Тартт.
- Майк Дин — в роли самого себя: судья нескольких матчей ФК «Ричмонд».
- Пеп Гвардиола (сезон 3) — в роли самого себя: главный тренер ФК «Манчестер Сити».

## Список эпизодов
| Сезон | Сезон | Эпизоды | Оригинальная дата показа | Оригинальная дата показа |
| Сезон | Сезон | Эпизоды | Премьера сезона          | Финал сезона             |
| ----- | ----- | ------- | ------------------------ | ------------------------ |
|       | 1     | 10      | 14 августа 2020          | 2 октября 2020           |
|       | 2     | 12      | 23 июля 2021             | 8 октября 2021           |
|       | 3     | 12      | 15 марта 2023            | 31 мая 2023              |

### Сезон 1 (2020)
| № общий | № в сезоне | Название                                                              | Режиссёр        | Автор сценария                                                                                                  | Дата премьеры    |
| --- | ---------- | --------------------------------------------------------------------- | --------------- | --- | ---------------- |
| 1 | 1          | «Пилотная серия» «Pilot»                                              | Том Маршалл     | Сюжет : Джейсон Судейкис, Билл Лоуренс, Брендан Хант и Джо Келли Телесценарий : Джейсон Судейкис и Билл Лоуренс | 14 августа 2020  |
| Недавно разведённая Ребекка Уэлтон — новая владелица ФК «Ричмонд», команды, борющейся за выживание в Английской Премьер-лиге (АПЛ). В качестве мести своему богатому, изменившему ей бывшему мужу она решает уничтожить команду, поскольку это было «единственное, что он когда-либо любил», и включает в свой план своего лакея Хиггинса. Для этого она нанимает Теда Лассо, тренера по американскому футболу из Канзас-Сити. Тед недавно привёл к титулу команду по американскому футболу второго дивизиона Национальной ассоциации студенческого спорта, но он ничего не знает о европейском футболе. Прибыв в Ричмонд со своим помощником, тренером Бородой, он пытается сдружиться со своими новыми подопечными за счет своего позитивного, простодушного обаяния. Его считают деревенщиной, но вскоре становится ясно, что он умнее, чем кажется. Ночью в своей квартире он разговаривает с сыном и женой по телефону и намекает, что согласился на эту работу, потому что его жена хотела «свободного пространства». |            |                                                                       |                 | |                  |
| 2 | 2          | «Печенье» «Biscuits»                                                  | Зак Брафф       | Сюжет : Брендан Хант и Джейсон Судейкис Телесценарий : Джо Келли                                                | 14 августа 2020  |
| В первый день Тед пытается привлечь на свою сторону игроков и руководство. Он приносит Ребекке в подарок песочное печенье. Она отвергает его попытки проявить дружелюбие, но становится одержима печеньем. Он быстро замечает, что в раздевалке у команды есть подразделение: Рой, стареющая звезда, постоянно злится и ссорится с Джейми, молодым эгоистичным талантом. Видя, что другой игрок — Сэм — тоскует по Нигерии, Тед устраивает ему вечеринку по случаю дня рождения в день игры, хотя команда проиграла. Пытаясь расположить к себе Джейми, Тед просит совета у Кили, модели и девушки Джейми. Она советует похвалить его, что и делает Тед. Пытаясь создать больше проблем для команды, Ребекка заказывает фотографии, на которых кажется, что у Лассо и Кили близость, с намерением разозлить Джейми. Выясняется, что Тед сам печёт печенье, которое он приносит Ребекке каждое утро. |            |                                                                       |                 | |                  |
| 3 | 3          | «Трент Кримм, издание The Independent» «Trent Crimm: The Independent» | Том Маршалл     | Джейн Беккер | 14 августа 2020  |
| Узнав, что у бульварной газеты The Sun есть их фотографии, Тед и Кили отправляются к Ребекке. Она приостанавливает публикацию, опасаясь, что они выследят, кто заказал фото, но взамен Теду придётся провести день с Трентом Криммом, жёстким репортёром The Independent. Тед также пытается повлиять на свою команду, даря каждому по книге. Джейми он дарит «Прекрасные и проклятые» Фрэнсиса Скотта Фицджеральда, но он выбрасывает её в мусорное ведро, а Рою «Излом времени» Мадлен Л’Энгл. Кримм настроен скептически. Он узнаёт, что новую схему на игру Теда придумал Нейт, экипировщик команды. Когда Кримм спрашивает его о том, уместно ли устраивать вечеринку по случаю дня рождения Сэма после поражения, Тед отвечает, что его не волнуют победы и поражения. Тед, Кримм и Рой идут на местное школьное мероприятие и завоевывают расположение детей. Рой узнаёт, что получил свою книгу, потому что Тед хочет, чтобы он руководил, как это делает Мэг в книге. Прочитав книгу, он неохотно противостоит Джейми и нескольким другим игрокам, которые издевались над Нейтом. Тед приглашает Кримма на ужин в ресторан, принадлежащий водителю, который встретил его в аэропорту. Тед, никогда раньше не пробовав индийской еды, по ошибке заказывает очень острое блюдо, но ест его из вежливости. Репортаж Кримма «Путь Лассо» положительный, что приводит Ребекку в ярость. |            |                                                                       |                 | |                  |
| 4 | 4          | «Ради детей» «For the Children»                                       | Том Маршалл     | Джейми Ли | 21 августа 2020  |
| Команда проигрывает свой второй матч с тех пор, как Тед стал тренером, а Рой и Джейми ненавидят друг друга всё сильнее. Ребекка впервые устраивает ежегодный благотворительный бал — впервые без бывшего мужа. Выступление музыкантов, которых она пригласила, отменяется, и Хиггинс не может найти замену. Бывший муж Ребекки, очаровательный Руперт, спасает мероприятие. Ребекка, зная, что он соберёт больше денег, позволяет ему проводить ежегодный аукцион свиданий с игроками. Тед приходит с Нейтом, покупая ему новый костюм, а тренер Борода — с девушкой из своего шахматного клуба. Тед обманом заставляет Джейми и Роя сесть за один стол, чтобы они помирились, что в конечном итоге и происходит. Джейми пытается спровоцировать ревность Кили, и она бросает его за то, что он не принимает на себя ответственность. Тед приходит к выводу, что именно Руперт сорвал музыкальное выступление, чтобы поставить Ребекку в неловкое положение. Он берёт с собой Хиггинса и они находят уличного музыканта Кэма Коула, которого он видит каждое утро по дороге на тренировку, и предлагают музыканту сыграть на гала-вечере. Ребекка и публика поначалу настроены скептически, но Кэм покоряет их великолепным выступлением и заставляет весь зал танцевать под свою музыку. В конце концов, Ребекка и Кили напиваются, катаясь в рикше. |            |                                                                       |                 | |                  |
| 5 | 5          | «Линия загара» «Tan Lines»                                            | Эллиот Хегарти  | Бретт Голдстин                                                                                                  | 28 августа 2020  |
| Наконец-то приезжают жена и сын Теда, и они вместе весело проводят время. Тед оптимистично настроен по поводу того, что всё идёт в правильном направлении, поэтому позже он подавлен, когда обнаруживает, что его жена плачет. Она признаётся ему, что, хотя она отчаянно желает обратного, её чувства к нему и их отношения изменились. Она обещает продолжать попытки, несмотря ни на что. Кили посещает промо-съёмку, которую она организовала для Джейми. Ребекка и Рой, кажется, обеспокоены тем, что Кили зря тратит время с Джейми, но Кили заверяет их, что её отношения с ним закончились. На поле Джейми продолжает отказываться отдавать пас товарищам по команде и забивает голы в одиночку. Это заставляет фанатов и комментаторов полагать, что «Ричмонд» был бы ничем без Джейми. Тед видит, как плохо это сказывается на моральном духе команды, и заменяет Джейми прямо перед перерывом. Это вызвало резкую критику со стороны фанатов. Безразличный к этому, Тед призывает свою команду принять изменения и поверить в себя. «Ричмонд» работает вместе и добывает победу 3:2. Тед, Борода и Нейт радуются вместе с командой. Позже тем же вечером Тед говорит Мишель, что ей не нужно пытаться ради него, чтобы их брак работал. Он прощается с ней и сыном и они улетают. |            |                                                                       |                 | |                  |
| 6 | 6          | «Два туза» «Two Aces»                                                 | Эллиот Хегарти  | Билл Врубел | 4 сентября 2020  |
| Тед эмоционально переживает развод, но первая победа команды воодушевляет его. Пресса называет Ребекку «старой Ребеккой», поскольку её бывший муж начинает встречаться с новой, более молодой женщиной, которую тоже зовут Ребекка. Это снова разжигает её желание потопить команду назло бывшему. Джейми и Тед продолжают спорить из-за своей роли в команде. Когда Джейми заявляет, что у него травма, и говорит, что это «просто тренировка», Тед ругается на него и поручает расставить конусы. Когда команда собирается вместе, Джейми видит, что его роль в коллективе ослабевает. Новый игрок из Мексики Дани Рохас присоединяется к ФК «Ричмонд». Он позитивный, энергичный и очень добрый. Тед ставит его на место Джейми, чтобы создать конкуренцию. Это работает, и Тед обнаруживает, что у него два туза. Когда Дани таинственным образом получает травму на ровном месте, Тед узнаёт о проклятии в их тренировочном зале: в 1914 году был объявлен отбор молодых людей в команду, однако, это оказалось обманом военного министерства, чтобы заставить их записаться в ряды вооружённых сил, и, в итоге, умереть на войне. Запись проходила в тренировочном зале. Собрав команду, Тед просит их всех принести что-то ценное, чем они могут «пожертвовать», чтобы исправить прошлые ошибки. Приходят все, кроме Джейми. Кили говорит Джейми, что борьба с авторитетом делает его тем, кто он есть, но ему также необходимо распознавать тех, кто пытается ему помочь. Джейми присоединяется к команде, жертвует старой парой бутс и эмоционально рассказывает о своей матери. Команда едина. Дани присоединяется ко всем, рассказывая им, что его травма прошла. На следующее утро Тед узнаёт, что Джейми вернулся в «Манчестер Сити», который на сезон отдал Джейми в аренду «Ричмонду». Ребекка, видя, как дух Теда сделал команду сильнее, инициировала возврат из аренды, чтобы расстроить их. Увидев разочарованного Теда, Дани напоминает ему, что «футбол — это жизнь». |            |                                                                       |                 | |                  |
| 7 | 7          | «Вернём Ребекке былое величие» «Make Rebecca Great Again»             | Деклан Лоуни    | Сюжет : Джо Келли и Брендан Хант Телесценарий : Джейсон Судейкис                                                | 11 сентября 2020 |
| «Ричмонд» направляется в Ливерпуль, чтобы сыграть против «Эвертона», у которого не может выиграть последние шестьдесят лет. Игра проводится в годовщину свадьбы Ребекки и Руперта. Чтобы поддержать её, Кили устраивает ей девичник. Неожиданно в Ливерпуль приезжает лучшая подруга Ребекки, Фло Коллинз, чтобы поддержать её. За ужином Фло говорит Кили, что «настоящая Ребекка» сильная, но не холодная. Тед пьёт в своей комнате, чтобы справиться со своей тревогой по поводу развода. Он не хочет подписывать документы о разводе. Видя, как под дверь проскальзывает конверт, Тед обнаруживает, что это Нейт, и ругает его за то, что он вышел после комендантского часа, берёт конверт и хлопает дверью. На следующее утро Тед извиняется перед Нейтом и просит его прочитать письмо команде. Нейт сначала колеблется, но при поддержке команды зачитывает игрокам их слабости. Нейт говорит Рою, что именно его гнев сделал его одним из лучших полузащитников в истории и призывает снова вывести этот гнев на поле. Рой принимает это близко к сердцу и приводит «Ричмонд» к победе над «Эвертоном» со счётом 1:0. Команда выходит на ночь в город, их первая остановка караоке-клуб. Фло проявляет интерес к Теду. Пока Ребекка безупречно исполняет песню «Let It Go», Тед пытается насладиться вечером, но у него случается паническая атака и он выбегает из здания. Ребекка успокаивает Теда и остаётся с ним, пока паническая атака не утихнет. Тед удаляется в свой гостиничный номер и подписывает документы о разводе. Он отправляет Ребекке сообщение с благодарностью. Рой провожает Кили в её комнату и целует её, но внезапно уходит. Тед смотрит телевизор в своей комнате, когда к нему без приглашения приходит Фло. |            |                                                                       |                 | |                  |
| 8 | 8          | «Алмазные гончие» «The Diamond Dogs»                                  | Деклан Лоуни    | Линн Боуэн | 18 сентября 2020 |
| Следующим утром Тед не в своей тарелке после ночи с Фло, коротко разговаривает с ней и уезжает, чтобы успеть на командный автобус. Позже, вернувшись на клубный стадион «Ричмонда», Тед обсуждает свои чувства с Бородой, Нейтом и Хиггинсом, которых он называет «Алмазные гончие». Кили разговаривает с Роем и зовёт его выпить кофе, но он отказывается, потому что он «занят». Позже той же ночью Джейми навещает Кили, чтобы поблагодарить её за то, что она помогла ему стать лучше. Она просит его остаться. На следующее утро Рой делится своими чувствами с Кили, и она делает то же самое, признаваясь ему, что спала с Джейми прошлой ночью. Застигнутый врасплох, Рой бродит по офису. Тед заручается поддержкой «Алмазных гончих», чтобы помочь Рою справиться с его противоречивыми эмоциями. Рой со всем справляется и приглашает Кили пообедать. Тед благодарит Ребекку за её помощь во время его первой панической атаки и предлагает помочь ей встретиться с владельцами позже в тот же день в пабе. Там Ребекка расстроена из-за Руперта, который угрожает приходить на каждую игру и критиковать её поведение в команде. В ответ Тед заключает пари с Рупертом на игру в дартс: если выиграет Руперт, он сможет составить стартовый состав на 2 игры; если выиграет Тед, Руперт больше не сможет приходить на игры. Тед побеждает, к большой радости Ребекки. По пути на ужин Кили и Рой разговаривают и целуются, что фотографирует папарацци. Рой злится и забирает у него карту памяти. На следующее утро в офисе Ребекки Хиггинс расстраивается из-за другого решения, которое должно было нанести вред команде, и в знак протеста уходит. Кили узнаёт, что фотографии, на которых она и Тед, заказала Ребекка, и угрожает рассказать Теду, если она сама не расскажет ему. |            |                                                                       |                 | |                  |
| 9 | 9          | «Извинения» «All Apologies»                                           | Эм-Джей Делейни | Фиби Уолш | 25 сентября 2020 |
| Ребекка до сих пор не рассказала Теду о своих попытках уничтожить команду. На поле видно, что Рой уже не в том возрасте и его заменяют. Борода и Нейт говорят Теду, что Роя нужно посадить на скамейку запасных, но Тед планирует оставить его в основном составе. Это отталкивает его от тренеров. После разговора с Кили, Ребекка пытается рассказать Теду о своих действиях, но обнаруживает, что не может. После того, как Тед покидает её офис, входит Руперт и говорит ей, что у него будет ребёнок от Бекс. Она удивлена этим, потому что он не хотел детей, когда они поженились. Руперт говорит Ребекке, что он просто не хотел детей от неё. Она немедленно в кабинет Теда, признаётся и приносит свои извинения. К её удивлению, Тед прощает её. Только что пережив развод, он говорит ей, что развод заставляет людей совершать безумные поступки. Тед говорит Рою, что оставляет его на скамейке запасных. Рой чувствует себя преданным и идёт к Кили, которая говорит ему, что он больше, чем просто футболист. Получив прощение, Ребекка ищет Хиггинса и приносит ему извинения. Хиггинс возвращается в клуб. В баре, после того как Тед снова заявляет, что его не беспокоят победы, Борода сердито говорит ему, что победа важна для него и игроков. Тед находит Роя возле паба, и они разговаривают. Рой признаёт свой возраст, и они соглашаются, что они скажут прессе, что Рой травмирован. На следующей тренировке Рой удивляет Теда тем, что надевает манишку запасного, принимая свою новую роль, но всё ещё возглавляет команду, когда они приближаются к своему последнему матчу. |            |                                                                       |                 | |                  |
| 10 | 10         | «Надежда убивает» «The Hope that Kills You»                           | Эм-Джей Делейни | Сюжет : Джо Келли и Джейсон Судейкис Телесценарий : Брендан Хант                                                | 2 октября 2020   |
| Нейт придя в раздевалку, видит как всю его работу выполняет другой человек. Затем приходят Тед, Хиггинс и Ребекка, которые сообщают ему, что его повысили до помощника тренера, и награждают его собственным свистком. Чтобы завести команду перед встречей с «Манчестер Сити», Нейт показывает интервью Джейми, который признаёт все успехи «Ричмонда», когда он был там, и не лестно отзывается о Теде и Рое. Разговор с Ребеккой вдохновляет Теда мыслить нестандартно и использовать сложные схемы, чтобы сбить с толку превосходящего противника. Джейми видит интервью, в котором Тед хвалит его как игрока и человека, что сбивает его с толку, поскольку он думал, что Тед избавился от него. Обращаясь за советом к Кили, но чувствуя себя неловко из-за её новых отношений, он уходит. Поскольку он остаётся на скамейке запасных, Рой вынужден выбрать себе замену в качестве капитана. Отметив свою страсть и вспомнив о себе в молодые годы, Рой выбирает Исаака. Напряжённый первый тайм, в котором Джейми не реализовал выход один на один и промахнулся из выгодного положения, закончился со счётом 0:0. После перерыва Тед выпускает Роя. Пропустив с пенальти, «Ричмонд» проигрывает 0:1. Джейми врывается в штрафную на скорости, но Рою удаётся остановить его в подкате, в котором он получает травму. Фанаты заводят кричалки посвящённые Рою, а Кили утешает его в раздевалке, понимая, что его игровая карьера, вероятно, окончена. После того как игроки узнают, что им нужна ничья, им удаётся сравнять счёт в добавленное время, но «Манчестер Сити» быстро забивает победный гол с передачи Джейми, который бескорыстно пасует на товарища по команде. Убитый горем и вылетом из Премьер-лиги, Тед пытается подбодрить всех советами, которые он давал Сэму в начале сезона, и говорит что вместе они справятся с этим. Когда Джейми садится в командный автобус, тренер Борода приносит ему конверт от Теда с письмом, в котором тот поздравляет его с ростом в качестве игрока и дарит игрушечного солдатика его сына, поскольку он видел, как его отец ругал его за то, что он не забил сам, а отдал пас. На следующее утро, встретившись с Ребеккой, Тед решает уйти в отставку. Ребекка отвергает эту идею, и вместе они решают вернуться в АПЛ следующем сезоне, а затем и выиграть её. |            |                                                                       |                 | |                  |

### Сезон 2 (2021)
| № общий | № в сезоне | Название                                                             | Режиссёр        | Автор сценария               | Дата премьеры    |
| --- | ---------- | -------------------------------------------------------------------- | --------------- | ---------------------------- | ---------------- |
| 11 | 1          | «Прощай, Эрл» «Goodbye Earl»                                         | Деклан Лоуни    | Брендан Хант                 | 23 июля 2021     |
| Во время серии пенальти Дани Рохас случайно убивает мячом собаку-талисмана команды Эрла. После этого Дани больше не может полноценно играть - он винит себя в случившемся и впадает в депрессию. Борода советует Лассо пригласить психолога для работы с Дани. Тед говорит, что не верит в психотерапию после неудачного опыта с женой, но соглашается. Психолог быстро приводит Рохаса в норму и начинает работать с другими игроками. Рой пробует себя в качестве тренера футбольной команды для девочек-школьниц. Уход из большого спорта и перемены даются ему с трудом. Ребекка уговаривает Кили устроить двойное свидание. Ей хочется познакомить друзей с новым молодым человеком. Рой говорит Ребекке, что её новый парень просто "славный малый", и что он её не достоин. Ребекка расстается с ним и решает, что ей нужно вести себя смелее в отношениях, если она хочет познакомиться с кем-то более подходящим. Вечером за просмотром телевизора Рой узнает, что Джейми снимается в реалити-шоу. |            |                                                                      |                 |                              |                  |
| 12 | 2          | «Лаванда» «Lavender»                                                 | Деклан Лоуни    | Линн Боуэн                   | 30 июля 2021     |
| Джейми Тартт выбывает из реалити-шоу и желает снова вернуться в Манчестер сити, откуда сам ушел некоторое время назад. Но тренер заявляет, что брать его обратно никто не будет. Агент также говорит, что во всех остальных клубах ему тоже отказали. Высокомерный и избалованный спортсмен никому не нужен. Нейт продолжает придираться к новенькому рабочему. Тед узнает, что Хиггинс нанял психотерапевта на весь сезон, что приводит его в бешенство. Он пытается подружиться с доктором, но ничего не выходит. Джейми приходит к Теду и просит вернуть его в Ричмонд. На вопрос Теда, почему он бросил футбол ради телевидения, парень отвечает, что просто хотел позлить отца, которому футбол был важнее сына. Тед говорит, что идея возвращения Джейми в клуб ему не нравится, но решает обсудить это с тренерским составом. Их встречу фотографируют фанаты и выкладывают в сеть. Теперь все игроки Ричмонда уверены, что Тартт скоро вернется. Рою тяжело дается взаимодействие с детьми и невозможность играть. Кили убеждает его пойти в футбольные эксперты. Выступление Роя приводит в восторг и фанатов, и экспертов. Джейми возвращают в клуб.                                                                        |            |                                                                      |                 |                              |                  |
| 13 | 3          | «Правильнее всего» «Do the Right-est Thing»                          | Эзра Эдельман   | Эшли Николь Блэк             | 6 августа 2021   |
| Лучшая подруга Ребекки оставляет с ней свою дочку Нору на несколько дней. Ребекка не знает, как завлечь девочку, с которой не общалась несколько лет. Рой помогает решить эту проблему. Сэм узнает, что авиакомпания, лицом которой он стал, является дочерней компанией нефтяного холдинга, уничтожающего экологию его родной страны. Он просит прекратить его сотрудничество с ними. Проблема в том, что авиакомпания - генеральный спонсор футбольного клуба. Кили просит игроков скачать новое приложение для знакомств, которое сейчас продвигает. Джейми не может найти свое место в команде, все припоминают ему старые грехи. Чтобы все наладилось, парням нужен общий враг. Настало время для Леда Тассо! |            |                                                                      |                 |                              |                  |
| 14 | 4          | «Дух Рождества» «Carol of the Bells»                                 | Деклан Лоуни    | Джо Келли                    | 13 августа 2021  |
| Герои готовятся отмечать Рождество: Тед планирует провести весь день в видеочате с сыном, Кили и Рой планирую романтический праздник на двоих, Хиггинс традиционно устраивает рождественский ужин с игроками, семьи которых далеко, а Ребекка - на потрясающую вечеринку. Но все идет не по плану. К Хиггинсу приходит гораздо больше игроков, чем обычно, племянница Роя будет отмечать праздники с ним и Кили, а Ребекка решает пропустить вечеринку и знакомит Теда со своей ежегодной традицией. |            |                                                                      |                 |                              |                  |
| 15 | 5          | «Радуга» «Rainbow»                                                   | Эрика Дантон    | Билл Врубел                  | 20 августа 2021  |
| Несмотря на робкие попытки, Нейту не удается забронировать столик у окна в любимом ресторане своих родителей на их годовщину. После этого Ребекка и Кили учат Нейта быть более напористым и уверенным в себе, и он успешно бронирует столик. Ребекка интересуется своим новым партнером в Bantr, анонимном приложении для знакомств, совладельцем которого является Кили. Ричмонд продолжает бороться, отчасти из-за беспокойства капитана команды Айзека, которое мешает ему быть капитаном. Рой помогает ему, отводя его и Теда на поле возле дома его детства и заставляя Айзека сыграть матч с местными футболистами, напоминая ему, что нужно развлекаться во время игры. В эфире своего шоу Soccer Saturday Рой наблюдает за восторженным Айзеком на поле и понимает, что ему не хватает участия в игре. Он внезапно покидает трансляцию и направляется на стадион Ричмонда, где присоединяется к тренерскому штабу Теда, к аплодисментам болельщиков Ричмонда и огорчению Нейта. |            |                                                                      |                 |                              |                  |
| 16 | 6          | «Сигнал» «The Signal»                                                | Эрика Дантон    | Бретт Голдстейн              | 27 августа 2021  |
| Ребекку навещает ее мать, недавно ушедшая от отца; Ребекка рассказывает Теду, что ее родители то и дело расстаются и мирятся каждые несколько лет. Борода и Джейн снова вместе; Тед и Рой советуют Хиггинсу не озвучивать свои опасения. Ричмонд наслаждается вновь обретенным успехом с Роем в тренерском штабе. Джейми расстроен тем, что Рой отказывается давать ему тренерские советы, но в конце концов Рой смягчается и говорит Джейми, что ему нужно время от времени играть более агрессивно, говоря, что тренеры дадут ему сигнал, когда это следует сделать. Во время напряженной игры против «Тоттенхэм Хотспур» в четвертьфинале Кубка Англии все четыре тренера подали Джейми сигнал, показав ему средний палец, в итоге он забил гол. У Теда внезапно случается паническая атака, и он покидает поле; «Ричмонд» в замешательстве, а «Шпоры» забивают. В отсутствие Теда Нейт проводит тройную замену, которая позволяет «Ричмонду» победить. Тед приходит к Шерон и просит ее о помощи. |            |                                                                      |                 |                              |                  |
| 17 | 7          | «Пространство» «Headspace»                                           | Мэтт Липси      | Фиби Уолш                    | 3 сентября 2021  |
| Первые два сеанса Теда с Шэрон оказались безрезультатными: он почти сразу же уходит с первого сеанса, затем уходит и со второго, выражая свой скептицизм и презрение к психотерапии после того, как парная терапия не смогла спасти его брак. Однако во время третьего визита Тед извиняется за свой гнев и решает приступить к терапии. Рой невольно начинает проводить много времени с Кили, отчего что она чувствует себя задушенной; они ссорятся после того, как Рой узнает, что Кили жалуется на его властное поведение Ребекке и другим. Благодаря Джейми, Рой позже понимает, что Кили нужно пространство, и готовит для нее ванну с розами при свечах, чтобы она могла наслаждаться ею в одиночестве в их доме. Нейт считает, что его тройная замена, которая привела к недавней победе «Ричмонда», станет вирусной в Твиттере, но его неуверенность усиливается, когда его суровый отец советует ему быть скромнее. В результате Нейт начинает жестоко обращаться с другими в раздевалке: сначала с Колином, молодым игроком из Уэльса, который раньше издевался над ним, а затем с Уиллом, новым администратором по экипировке.                                                                                            |            |                                                                      |                 |                              |                  |
| 18 | 8          | «Ман Сити» «Man City»                                                | Мэтт Липси      | Джейми Ли                    | 10 сентября 2021 |
| Шэрон получила сотрясение мозга после того, как ее сбила машина во время езды на велосипеде; Тед приводит ее домой из больницы. Ребекка и Сэм анонимно договариваются о свидании и по прибытии в ресторан узнают, что они «смэтчились» в приложении Bantr. Ребекка поначалу опасается, но Сэм убеждает ее просто поужинать с ним, что им обоим нравится. Они целуются, когда возвращаются в дом Ребекки, но соглашаются не торопить отношения дальше. Роя вызывают в школу Фиби, и он понимает, что его ругань плохо влияет на нее. «Ричмонд» впервые играет на стадионе «Уэмбли» против «Манчестер Сити», но терпит тяжелое поражение. После игры отец издевается над Джейми из-за поражения в раздевалке на глазах у товарищей по команде и тренеров. Джейми наконец принимает ответные меры и бьет своего отца, которого Борода выводит; Рой обнимает Джейми, который плачет у него на руках. Эта сцена заставляет Теда позвонить Шэрон и признаться, что его отец покончил жизнь самоубийством, когда Теду было 16. В конце концов Ребекка и Сэм проводят ночь вместе. |            |                                                                      |                 |                              |                  |
| 19 | 9          | «Борода вне работы» «Beard After Hours»                              | Сэм Джонс       | Бретт Голдстейн и Джо Келли  | 17 сентября 2021 |
| Ночью, после поражения «Ричмонда» от «Манчестер Сити», унылый Борода посещает паб, где к нему присоединяются Баз, Джереми и Пол, заядлые болельщики «Ричмонда». Позже все четверо пробираются в ночной клуб, но Бороду выгоняют после того, как он порвал штаны. Он провожает Мэри, женщину, которую он встретил в клубе, обратно в ее квартиру, но вскоре вынужден бежать от Даррена, неповоротливого парня Мэри. Вскоре Бороду загоняют в угол и избивают на улице отец Джейми и его друзья, но Даррен спасает его, последовав за ним, чтобы вернуть ему бумажник и телефон. Борода с ужасом обнаруживает на телефоне пачку гневных сообщений от Джейн. Баз, Джереми и Пол отвозят его домой на лимузине, который они купили, играя в азартные игры в подпольном казино, и Борода благодарит их, показывая им секретный вход на домашний стадион «Ричмонда». Борода не может войти в свой дом после того, как у него сломался ключ, и натыкается на секретный ночной клуб под церковью, где он и Джейн наслаждаются танцами. На следующее утро не выспавшийся Борода, как обычно, приходит на работу. |            |                                                                      |                 |                              |                  |
| 20 | 10         | «Ни одной свадьбы и похороны» «No Weddings and a Funeral»            | Эм-Джей Делейни | Джейн Беккер                 | 24 сентября 2021 |
| Ребекка и Сэм продолжают втайне встречаться в течение нескольких недель. Однажды утром мать Ребекки сообщает ей, что ее отец умер. Вся команда Ричмонда присутствует на похоронах, но у Теда случается паническая атака, и он просит Шэрон о сеансе психотерапии. Руперт, Бекс и их новорожденная дочь приходят на похороны без приглашения, что приводит Ребекку в ярость. Кили и Сасси делают вывод, что Ребекка тайно состоит в отношениях, и Кили правильно предполагает, что она встречается с Сэмом. Ребекка говорит матери, что не хочет восхвалять своего отца, поскольку она видела, как он изменял ее матери, когда она была ребенком, но ее мать дает понять, что знала об этом и любила его, несмотря на его недостатки. В то же время Тед впервые рассказывает Шэрон о самоубийстве отца и опаздывает на похороны. Вместо того, чтобы произносить традиционную хвалебную речь, Ребекка заставляет скорбящих петь «Never Gonna Give You Up», песню, которая нравилась ее родителям. После службы Джейми признается Кили, что любит ее. Руперт говорит Ребекке, что отдаст ей оставшиеся акции «Ричмонда», и перекидывается парой слов с Нейтом. Ребекка прекращает отношения с Сэмом, но становится ближе к своей матери. |            |                                                                      |                 |                              |                  |
| 21 | 11         | «Ночной поезд в Ройстон» «Midnight Train to Royston»                 | Эм-Джей Делейни | Саша Гэррон                  | 1 октября 2021   |
| Сэм делает первый хет-трик в своей карьере. Ганский миллиардер Эдвин Акуфо посещает Ричмонд и сообщает Ребекке, что хочет купить Сэма. Акуфо говорит Сэму, что хочет купить клуб «Раджа Касабланка» и подписать в него самых талантливых игроков Африки. Сэму дается три дня на рассмотрение предложения, хотя Ребекка умоляет его не уходить. Нейт продолжает чувствовать разочарование из-за того, что его не хвалят за разработку тактики команды. Примеряя новые костюмы, он импульсивно целует Кили. Во время фотосессии Роя и Кили для профиля в журнале Кили признается ему о поцелуе Нейта и признании Джейми в любви на похоронах, а Рой говорит ей, что провел 3 часа с учителем Фиби. Тед узнает, что Шэрон ушла накануне своего последнего дня, и приходит к ней, чтобы вручить прощальный подарок от команды. Позже Тед получает текстовое сообщение от Трента Кримма, в котором сообщается о предстоящей статье о панической атаке Теда в день матча и о том, что Нейт был его анонимным источником. |            |                                                                      |                 |                              |                  |
| 22 | 12         | «Переворачивание пирамиды успеха» «Inverting the Pyramid of Success» | Деклан Лоуни    | Джейсон Судейкис и Джо Келли | 8 октября 2021   |
| Тед получает полную поддержку клуба после новости о его панической атаке. Он сосредоточен на финальном матче сезона, который определит выход Ричмонда в Премьер-лигу. В перерыве матча Нейт пытается отказаться от своей тактики ложной девятки, но игроки предпочитают ее придерживаться. Тед спрашивает Нейта, почему он рассержен на него. Нейт сердито отвечает, что Тед постоянно пренебрегал им с тех пор, как присоединился к тренерскому штабу. Дани Рохас забивает пенальти и сравнивает счет, тем самым гарантируя возвращение «Ричмонда» в Премьер-Лигу. Команда и болельщики празднуют, но Нейт уходит расстроенный. Сэм решает остаться в Ричмонде, к ярости Акуфо, и говорит Ребекке, что так будет лучше для его карьеры. Тед сталкивается с Трентом Криммом, которого уволили с должности репортера после того, как он рассказал о том, кто был его анонимным источником. Кили и Ребекка узнают, что Руперт купил «Вест Хэм Юнайтед». Рой прощает Джейми и Нейта за то, что они рассказали о своих чувствах к Кили, но опасается, что она бросит его. Два месяца спустя Руперт приветствует Нейта в качестве нового члена тренерского штаба «Вест Хэма».                                                              |            |                                                                      |                 |                              |                  |

### Сезон 3 (2023)
| № общий | № в сезоне | Название                                                       | Режиссёр        | Автор сценария                                                   | Дата премьеры  |
| --- | ---------- | -------------------------------------------------------------- | --------------- | ---------------------------------------------------------------- | -------------- |
| 23 | 1          | «Далеко до нирваны» «Smells Like Mean Spirit»                  | Эм-Джей Делейни | Линн Боуэн                                                       | 15 марта 2023  |
| Поднявшийся в Премьер-Лигу ФК Ричмонд встречает насмешки телеэкспертов, считающих, что в этом сезоне они будут на последнем месте.                                                        |            |                                                                |                 |                                                                  |                |
| 24 | 2          | «(Я не хочу в) Челси» «(I Don't Want to Go to) Chelsea»        | Эм-Джей Делейни | Саша Гэррон                                                      | 22 марта 2023  |
| Английские клубы взбудоражила новость о том, что футболист-суперзвезда переезжает в Лондон. Ричмонд играет свой первый матч в Премьер-Лиге.                                               |            |                                                                |                 |                                                                  |                |
| 25 | 3          | «4-5-1» «4-5-1»                                                | Дестини Экарага | Билл Врубель                                                     | 29 марта 2023  |
| Ричмонд привыкает к волнительным переменам, но у Джеми есть свои соображения. Тед узнаёт, что и в Канзасе началось нечто новое.                                                           |            |                                                                |                 |                                                                  |                |
| 26 | 4          | «Важная неделя» «Big Week»                                     | Дестини Экарага | Бретт Голдстин                                                   | 5 апреля 2023  |
| Все нервничают из-за предстоящей игры Ричмонд — Вест Хэм. Тед вновь встречается со старым другом.                                                                                         |            |                                                                |                 |                                                                  |                |
| 27 | 5          | «Знаки» «Signs»                                                | Мэтт Липси      | Джейми Ли                                                        | 12 апреля 2023 |
| Сезон у Ричмонда идёт всё хуже и хуже. Команда пытается выправиться на игре против всемогущего «Манчестер Сити». За пределами поля все переживают личные неудачи.                         |            |                                                                |                 |                                                                  |                |
| 28 | 6          | «Подсолнухи» «Sunflowers»                                      | Мэтт Липси      | Сюжет : Джо Келли и Джейсон Судейкис Телесценарий : Брендан Хант | 19 апреля 2023 |
| Товарищеский матч приводит команду в Амстердам, где одна ночь в городе многим открывает истину.                                                                                           |            |                                                                |                 |                                                                  |                |
| 29 | 7          | «Нити, которые нас держат» «The Strings That Bind Us»          | Мэтт Липси      | Фиби Уолш                                                        | 26 апреля 2023 |
| Гончие пробуют новую стратегию, когда все выходят за рамки привычного. Сэм готовится принимать очень важного гостя в своём ресторане.                                                     |            |                                                                |                 |                                                                  |                |
| 30 | 8          | «Не видать нам Париж, как своих ушей» «We'll Never Have Paris» | Эрика Дантон    | Кили Хейзел и Дилан Мэррон                                       | 3 мая 2023     |
| Генри остаётся с Тедом, пока Мишель и доктор Джейкоб едут в романтическое путешествие. Тед готов снова сорваться в штопор. Утечка личных данных в интернет очень серьёзно коснулась Кили. |            |                                                                |                 |                                                                  |                |
| 31 | 9          | «Раздевалка для чудаков» «La Locker Room Aux Folles»           | Эрика Дантон    | Чак Хэйуорд                                                      | 10 мая 2023    |
| Дружба Колина и Айзека проходит проверку на прочность. Роя просят прийти на пресс-конференцию.                                                                                            |            |                                                                |                 |                                                                  |                |
| 32 | 10         | «Перерыв на чемпионат» «International Break»                   | Мэтт Липси      | Джейн Беккер                                                     | 17 мая 2023    |
| Часть Гончих разъезжается, чтобы участвовать в международных матчах в составе сборных своей страны. Тем временем Эдвин Акуфу делает Ребекке деловое предложение.                          |            |                                                                |                 |                                                                  |                |
| 33 | 11         | «Мамчестер» «Mom City»                                         | Деклан Лоуни    | Сюжет : Брендан Хант и Джейсон Судейкис Телесценарий : Джо Келли | 24 мая 2023    |
| Неожиданный гость испытывает терпение Теда. Когда Ричмонд едет в Манчестер на важный матч, Роя и Кили начинает тревожить Джеми.                                                           |            |                                                                |                 |                                                                  |                |
| 34 | 12         | «Пока! Прощай!» «So Long, Farewell»                            | Деклан Лоуни    | Брендан Хант Джейсон Судейкис Джо Келли                          | 31 мая 2023    |
| ФК Ричмонд играет свой финальный матч сезона. |            |                                                                |                 |                                                                  |                |

## Производство
Сериал был заказан Apple TV+ в октябре 2019 года. Джейсон Судейкис повторил свою роль Теда Лассо, впервые этот персонаж появился в 2013 году в рекламе NBC Sports, посвящённой Английской Премьер-лиге, в которой Лассо изображён как новый главный тренер «Тоттенхэм Хотспур». Продюсером Биллом Лоуренсом был приглашён для работы над телесериалом, основанным на этом персонаже в 2017 году. 19 августа 2020 года Apple TV+ продлила сериал на второй сезон из 10 серий, а в октябре 2020 года — на третий сезон.
В августе 2024 года стало известно, что сериал «Тед Лассо» планируют продлить на четвертый сезон.
В марте 2025 года Судейкис заявил, что сценарий для четвёртого сезона находятся в разработке и что «Тед тренирует женскую команду».

## Отзывы
На агрегаторе обзоров Rotten Tomatoes рейтинг одобрения сериала составляет 87 % на основе 45 обзоров, со средней оценкой 7,72 из 10. Консенсус критиков веб-сайта гласит: «Тёплый и обаятельный, если не особо весёлый, Тед Лассо дополняет свою идею безжалостным оптимизмом и очаровательной игрой Джейсона Судейкиса». Metacritic дал сериалу средневзвешенную оценку 70 из возможных 100 на основе 20 обзоров, что указывает на «в целом положительные отзывы».
Кристен Болдуин из Entertainment Weekly поставила сериалу пятерку и написала: «Нет ничего революционного в том, как разворачивается история Теда Лассо, но шоу — смесь выходок на рабочем месте, сентиментального спортивного вдохновения и мыльной оперы — несомненно, выигрывает». Рецензируя сериал для журнала Rolling Stone, Алан Сепинуолл описал его как «чрезвычайно приятный на протяжении всей истории, но это скорее гипотетическая комедия, чем реальная», и дал оценку 3 из 5. Бенджамин Ли из The Guardian дал оценку сериалу 2 из 5, описав его как «шоу, которое не так уж плохо, но на самом деле ничего не стоит», и предположив, что часть его юмора «уходит корнями в некоторые сомнительные и тревожные стереотипы».
По ходу сезона положительная оценка шоу росла. После выхода восьмой серии Кэролайн Фрамке из Variety опубликовала обзор с заголовком "Для вашего пересмотра: «Тед Лассо». Она продолжила: «Прежде всего, „Тед Лассо“ развеял мой скептицизм до тех пор, пока его не осталось — точно так же, как и сам персонаж со всеми, кого встречает», добавив: «В то время, когда почти всё кажется катастрофическим, есть что-то несомненно приятное в том, чтобы провести некоторое время с хорошими людьми, которые просто стараются быть как можно лучше на поле и за его пределами». Кери Ламм из Paste Magazine сказала после выхода предпоследнего эпизода в эфир: «Тед Лассо — это здоровый американский герой, который нам нужен», добавив: «… телевизионный пейзаж казался мрачным, так что представьте моё удивление, когда я включила телевизор и посмотрела на Теда Лассо и почувствовала нарастание теперь незнакомой эмоции — надежды». После выхода финала в эфир Леа Палмьери из Decider сказала: «Я опоздала на игру на несколько недель после премьеры получасовой комедии… но я увидела, как растёт ажиотаж, особенно от людей, рекомендациям которых я доверяю, и я попробовала посмотреть». Она продолжает: «На каждом этапе пути Тед Лассо утешает и развлекает, и каким-то образом одновременно отвлекает и напоминает о том, что доброта существует не только в этом вымышленном шоу, но и глубоко внутри сердца Америки тоже».

## Награды
- 2021 — 7 прайм-таймовых премий «Эмми»[29]: лучший комедийный сериал, лучший актёр комедийного сериала (Джейсон Судейкис), лучший актёр второго плана в комедийном телесериале (Бретт Голдстин), лучшая актриса второго плана в комедийном телесериале (Ханна Уоддингем), лучший подбор актёров для комедийного сериала (Тео Парк), лучший монтаж картинки с одной камеры в комедийном сериале (А.Дж. Католин за серию «Надежда убивает»), лучший саундтрек драматического или комедийного сериала (серия «Надежда убивает»). Кроме того, сериал получил 13 номинаций: лучшая актриса второго плана в комедийном сериале (Джуно Темпл), лучший актёр второго плана в комедийном сериале (Брендан Хант, Ник Мохаммед, Джереми Свифт), лучшая режиссура для комедийного сериала (Зак Брафф за серию «Печенье», Эм-Джей Делейни за серию «Надежда убивает», Деклан Лоуни за серию «Вернём Ребекке былое величие»), лучший сценарий для комедийного сериала (серии «Вернём Ребекке былое величие» и «Пилотная серия»), лучшая музыка для заставки (Маркус Мамфорд и Том Хоу), лучшая работа художника-постановщика для получасовой программы (серия «Ради детей»), лучший монтаж картинки с одной камеры в комедийном сериале (Мелисса Маккой за серию «Вернём Ребекке былое величие»), лучший звуковой монтаж для получасового драматического или комедийного сериала (серия «Надежда убивает»).
- 2021 — премия «Золотой глобус» за лучшую мужскую роль в телесериале — комедия или мюзикл (Джейсон Судейкис), а также номинация за лучший комедийный сериал.
- 2021 — премия Гильдии киноактёров США за лучшую мужскую роль в комедийном сериале (Джейсон Судейкис), а также номинация за лучший актёрский ансамбль в комедийном сериале.
- 2021 — номинация на премию «Спутник» за лучшую мужскую роль в телесериале — комедия или мюзикл (Джейсон Судейкис).
- 2022 — 4 прайм-таймовых премий «Эмми»: лучший комедийный сериал, лучший актёр комедийного сериала (Джейсон Судейкис), лучший актёр второго плана в комедийном телесериале (Бретт Голдстин), лучшая режиссура для комедийного сериала (Эм-Джей Делейни за серию «Ни одной свадьбы и похороны»). Кроме того, сериал получил 16 номинаций: лучший актёр второго плана в комедийном сериале (Ник Мохаммед, Тохиб Джимо), лучшая актриса второго плана в комедийном телесериале (Ханна Уоддингем, Джуно Темпл, Сара Найлз), лучший приглашённый актёр в комедийном сериале (Джеймс Лэнс, Сэм Ричардсон), лучшая приглашённая актриса в комедийном сериале (Харриет Уолтер), лучший сценарий для комедийного сериала (Джейн Беккер за серию «Ни одной свадьбы и похороны»), лучшая работа художника-постановщика для получасовой программы (серия «Бирд вне работы»), лучший монтаж картинки с одной камеры в комедийном сериале (А.Дж. Католин за серию «Ни одной свадьбы и похороны», Мелисса Маккой за серию «Радуга»), лучший подбор актёров для комедийного сериала (Тео Парк), лучший звуковой монтаж для получасового драматического или комедийного сериала (серия «Бирд вне работы»), лучшие современные причёски (серия «Ни одной свадьбы и похороны»), лучший саундтрек драматического или комедийного сериала (серия «Радуга»).
- 2022 — премия «Золотой глобус» за лучшую мужскую роль в телесериале — комедия или мюзикл (Джейсон Судейкис), а также 3 номинации: лучший комедийный сериал, лучшая актриса второго плана на телевидении (Ханна Уоддингем), лучший актёр второго плана на телевидении (Бретт Голдстин).
- 2022 — две премии Гильдии киноактёров США за лучшую мужскую роль в комедийном сериале (Джейсон Судейкис) и за лучший актёрский ансамбль в комедийном сериале, а также 3 номинации: лучшая мужская роль в комедийном сериале (Бретт Голдстин), лучшая женская роль в комедийном сериале (Ханна Уоддингем, Джуно Темпл).
- 2022 — две премии «Спутник» за лучший комедийный сериал и лучшую мужскую роль в телесериале — комедия или мюзикл (Джейсон Судейкис), а также номинация за лучшую женскую роль в телесериале — комедия или мюзикл (Ханна Уоддингем).
- 2023 — 21 номинация на прайм-таймовую премию «Эмми»: лучший комедийный сериал, лучший актёр комедийного сериала (Джейсон Судейкис), лучшая режиссура для комедийного сериала (Деклан Лоуни за серию «Пока! Прощай!»), лучший актёр второго плана в комедийном телесериале (Бретт Голдстин, Фил Данстер), лучшая актриса второго плана в комедийном телесериале (Ханна Уоддингем, Джуно Темпл), лучшая приглашённая актриса в комедийном сериале (Харриет Уолтер, Бекки Энн Бейкер, Сара Найлз), лучший приглашённый актёр в комедийном сериале (Сэм Ричардсон), лучший сценарий для комедийного сериала (серия «Пока! Прощай!»), лучший подбор актёров для комедийного сериала (Тео Парк), лучшая оригинальная музыка и лирика (песня «Fought & Lost» из серии «Мамчестер», песня «A Beautiful Game» из серии «Пока! Прощай!»), лучший подбор музыки (серия «Пока! Прощай!»), лучшие современные причёски (серия «Пока! Прощай!»), лучшие визуальные спецэффекты (серия «Мамчестер»), лучшая работа художника-постановщика для часовой программы (серия «Подсолнухи»), лучший монтаж картинки с одной камеры в комедийном сериале (А.Дж. Католин и Алекс Сабо за серию «Мамчестер», Мелисса Маккой за серию «Пока! Прощай!»).

## Факты
- В сентябре 2022 года разработчики видеоигры FIFA 23 объявили, что в игру будут включены футбольный клуб «Ричмонд», стадион «Нельсон Роуд» и тренер Тед Лассо. Команда доступна для игры как в оффлайн, так и в онлайн режиме. Также у игроков есть возможность сменить главного тренера «Ричмонда» или назначить Теда Лассо главным тренером любой другой команды[30][31].